# Gujarat
 Der er for få eller ingen kildehenvisninger i denne artikel, hvilket er et problem. Du kan hjælpe ved at angive troværdige kilder til de påstande, som fremføres i artiklen.

Gujarat er en delstat i Indien. Det er den mest industrialiserede delstat efter Maharashtra. Gujarat ligger i det vestlige Indien ved grænsen til Pakistan. Den største by er Ahmedabad, og hovedstaden er Gandhinagar.
Før Indiens uafhængihed var området fuld af små fyrstedømmer; deriblandt Junagadh, Kutch, og Porbandar hvor Gandhi blev født.
Delstatens næststørste by Surat, var en vigtig handelsplads ca. år 1600-1800. Både Ahmedabad og Surat er blandt Verdens 80 største byer